# Komsomolski (Daguestan)
Komsomolski — Комсомольский (rus) — és un possiólok del Daguestan, a Rússia, que el 2019 tenia 2.586 habitants. Pertany al districte rural de Kiziliurt.